# Oesterreichische Botanische Zeitschrift
Oesterreichische Botanische Zeitschrift, abreujat Oesterr. Bot. Z.), va ser una revista il·lustrada amb descripcions botàniques que va ser editada a Àustria. Es van publicar els números 8-91, als anys 1858-1942; i els volums 94-122, als anys 1947-1973. Els números 92–93, es van publicar als anys 1943–1944, amb el nom de Wiener botanische Zeitschrift. Va ser precedida per Oesterreichisches Botanisches Wochenblatt i reemplaçada l'any 1974 per Plant Systematics and Evolution.